# مشاري الصاعدي
مشاري الصاعدي (? - 27 نوفمبر 2015) لاعب كرة قدم سعودي في نادي القوس.

## وفاته
توفي اللاعب مشاري الصاعدي، لاعب نادي القوس، بعد تعرُّضه لحادث مروري، يوم الجمعة 27 نوفمبر 2015، فيما أصيب ثلاثة آخرون من زملائه بالنادي، تُوفي أحدهم لاحقًا متأثرًا بإصابته.
ويروي زملاء اللاعب الناجين من الحادث تفاصيل ما جرى حيث قالوا إنهم كانوا في الطريق من مكة المكرمة إلى الخرمة؛ للمشاركة في مباراة فريقهم ضد نادي منيف.
ويكملون حديثهم قائلين: “قام اللاعب مشاري بتسجيل مقطع بصوته وهو يقرأ القرآن، لنشره بأحد مواقع التواصل الاجتماعي؛ فانشغلنا معه ولم ننتبه للطريق حتى اصطدمنا بشاحنة”.